# Telšiai
Telšiai  (in samogitico Telšē) è una città della Lituania di circa 30.000 abitanti. È il capoluogo della Contea di Telšiai.

## Storia
A causa delle vicissitudini storiche, la città è conosciuta in altri modi: in tedesco: Telsche, Telschi; polacco: Telsze; in russo: Тельшяй, Тельши, Тяльшяй.
Durante l'occupazione sovietica a seguito del patto Patto Molotov-Ribbentrop, la città divenne tristemente famosa per il massacro di Rainiai mentre, a seguito dell'invasione nazista, la numerosa comunità ebraica è stata completamente cancellata.

## Sport

### Calcio
La squadra principale della città è il FC Džiugas.